# 이진훈
이진훈(李晋勳, 1956년 8월 28일 ~ , 경상북도 상주시)은 대한민국의 정치인이다. 대구광역시 15대 수성구청장을 역임하였고, 2014년 지방선거에서 16대 수성구청장으로 재선에 성공했다.
2022년 1월 14일 곽상도의 사퇴로 치러지는 3.9 대구 중남구 국회의원 보궐선거에 출마하겠다고 선언했다.

## 학력
- 팔음초등학교
- 화동중학교
- 동성고등학교
- 충남대학교 행정학 학사
- 경북대학교 행정대학원 행정학 석사
- 마이애미대학교 경영대 행정학 석사
- 계명대학교 일반대학원 이학(환경) 박사

## 경력
- 1978 제22회 행정고시 합격
- 1980 ~ 1984 공군장교 복무
- 1998 ~ 2001 대구광역시 환경녹지국장
- 2001 ~ 2003 대구광역시 경제산업국장
- 2004 ~ 2005 대구광역시 수성구 부구청장
- 2007 ~ 2008 대구광역시 문화체육관광국장
- 2009 ~ 2010 대구광역시 기획관리실장
- 2010.7 ~ 2018.02 제15·16대 대구광역시 수성구청장(재선, 새누리당)
- 자유한국당 대구광역시장 예비후보
- 계명대학교 정책대학원 특임교수
- 법무법인 류강 고문
- 2021년 9월 ~ 2021년 11월 : 국민의힘 홍준표 제20대 대통령 선거 예비후보 jp희망캠프 대구선거대책위원장

## 역대 선거 결과
|  | 51.53% |

|  | 72.80% |

|  | 0.00% |